# P/2005 S2 (Skiff)
Pour les articles homonymes, voir Comète Skiff.
P/2005 S2 (Skiff) est une comète périodique découverte le 29 septembre 2005 par l'astronome américain Brian A. Skiff.

## Orbite
L'orbite de P/2005 S2 est relativement circulaire (excentricité orbitale de 0,197) et située juste en deçà de celle de Saturne. En fait, cette excentricité suffit à la rendre presque tangente avec celle de la géante gazeuse et il n'est pas encore clair s'il s'agit d'un phénomène de résonance qui permet à la comète d'avoir une orbite stable ou bien d'une configuration temporaire.